# Teleutaea kasparyani
Teleutaea kasparyani är en stekelart som beskrevs av Kuslitzky 1979. Teleutaea kasparyani ingår i släktet Teleutaea och familjen brokparasitsteklar. Inga underarter finns listade i Catalogue of Life.